# Sigmar Polke
Sigmar Polke (Oels, 13 febbraio 1941 – Colonia, 10 giugno 2010) è stato un artista tedesco.
La sua opera è stata erroneamente considerata una variante europea della Pop art. Egli viene accostato a questa corrente in quanto i suoi primi lavori rappresentavano oggetti della vita quotidiana, ma si trattava in realtà di una feroce riflessione riguardo al forte predominio delle immagini all'interno della società contemporanea. La Pop Art, invece, si pone in una soluzione di ambiguità fra denuncia e celebrazione.
Pittore e fotografo, Polke ha sperimentato una vasta gamma di stili, tematiche e materiali. Negli anni 70 si è concentrato sulla fotografia, ritornando alla pittura negli anni 80, campo nel quale ha prodotto opere astratte, nate dalla reazione sperimentale di pittura con altri componenti chimici e prodotti vari. Negli ultimi venti anni si è dedicato a temi storici e alla loro percezione.

## Biografia

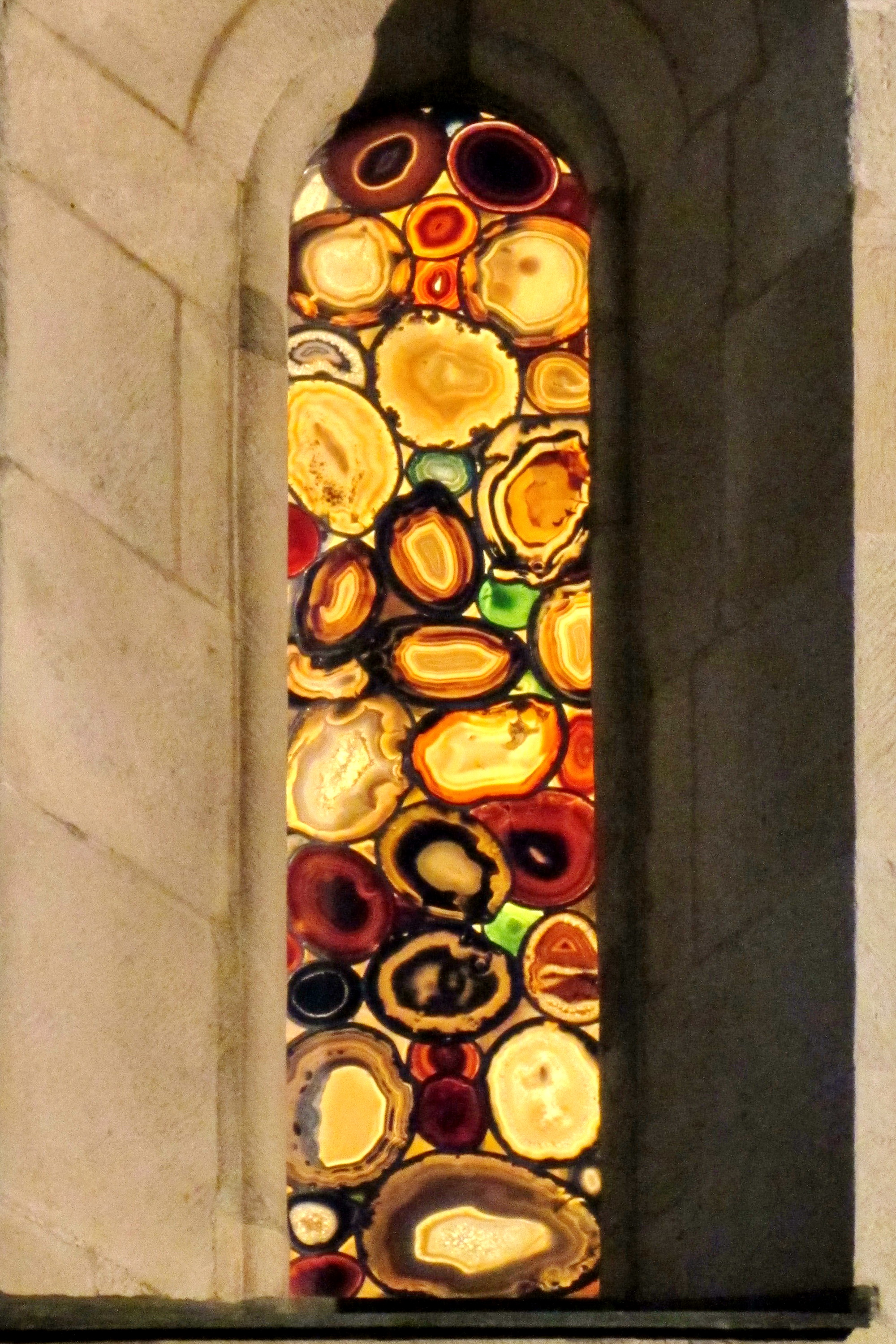
Vetrata, Grossmünster, Zurigo (Svizzera).

La famiglia di Sigmar Polke si rifugiò nel 1945 dalla Bassa Slesia,  verso la Turingia ed emigrò nel 1953 dalla DDR verso Berlino Ovest. In seguito si trasferì vicino a  Düsseldorf. Giunto nella Germania ovest, incominciò a frequentare musei e gallerie d'arte e lavorò per un periodo come apprendista in una vetreria di Düsseldorf, fra il 1959 e il 1960. All'età di venti anni entrò nell'Accademia d'Arte di Düsseldorf (Kunstakademie Düsseldorf), dove studiò dal 1961 al 1967, con maestri quali Karl Otto Goetz, Gerhard Hoeme e Joseph Beuys, dal quale venne profondamente influenzato.
Morì il 10 giugno 2010 all'età di 69 anni.

## Premi principali
- 1982: Premio Will Grohmann
- 1984: Premio Kurt Schwitters
- 1986: Premiato con il «Leone d'oro» alla XLII Biennale di Venezia
- 1987: Premio Lichtwark di Amburgo
- 1988: Premio dello Stato di Baden-Württemberg
- 1994: Premio Erasmo ad Amsterdam
- 2002: Praemium Imperiale di pittura, Giappone.